# Atletismo nos Jogos Pan-Americanos de 1959 - 100 m masculino
A prova dos 100 m masculino nos Jogos Pan-Americanos de 1959 foi realizada em Chicago, Estados Unidos.

## Medalhistas
| Ouro                          | Prata                        | Bronze                   |
| Ray Norton USA Estados Unidos | Michael Agostini JAM Jamaica | Willie Williams CUB Cuba |

## Resultados
| Posição           | Nome              | Nacionalidade      | Tempo | Notas |
| ----------------- | ----------------- | ------------------ | ----- | ----- |
| Medalha de ouro   | Ray Norton        | USA Estados Unidos | 10.3  |       |
| Medalha de prata  | Michael Agostini  | JAM Jamaica        | 10.4  |       |
| Medalha de bronze | Enrique Figuerola | CUB Cuba           | 10.5  |       |
| 4                 | Robert Poynter    | USA Estados Unidos | 10.5  |       |
| 5                 | Dennis Johnson    | JAM Jamaica        | 10.6  |       |
| 6                 | Rafael Romero     | VEN Venezuela      | 10.7  |       |
| 7                 | Bill Woodhouse    | USA Estados Unidos | 10.7  |       |
| 8                 | Santiago Plaza    | CUB Cuba           | 10.8  |       |